# Io non sono buono
Io non sono buono è il quarto album in studio del rapper italiano Gel, pubblicato il 27 aprile 2016 dalla Quadraro Basement.

## Descrizione
L'album rappresenta il ritorno attivo del rapper nella scena musicale dopo il ritiro annunciato nel 2014. Anticipato dal singolo omonimo, Io non sono buono presenta collaborazioni con vari rapper della scena hip hop italiana fra cui Fabri Fibra (con cui aveva già collaborato nel brano A volte contenuto in Squallor) e il compagno nel TruceKlan Noyz Narcos.

## Tracce
1. Io non sono buono – 3:35
2. Specchi di legno – 3:03
3. Un uomo di plastica (feat. Fabri Fibra) – 3:59
4. Italian Trash – 3:11
5. Ho peccato (feat. Noyz Narcos) – 3:06
6. Sparare su Roma (feat. Richard Green) – 3:12
7. 50 euro – 2:37
8. Chiudo gli occhi (feat. Lucariello & Julia Lenti) – 4:31
9. Skit Jon Ztkings – 0:42
10. Vinci la guerra – 2:47
11. Il bene e il male – 3:23

## Formazione
Musicisti
- Gel – voce
- Fabri Fibra – voce aggiuntiva (traccia 3)
- Noyz Narcos – voce aggiuntiva (traccia 5)
- Richard Green – voce aggiuntiva (traccia 6)
- Lucariello, Julia Lenti – voci aggiuntive (traccia 8)
- Fuzzy – produzione